# Hof Ligerz

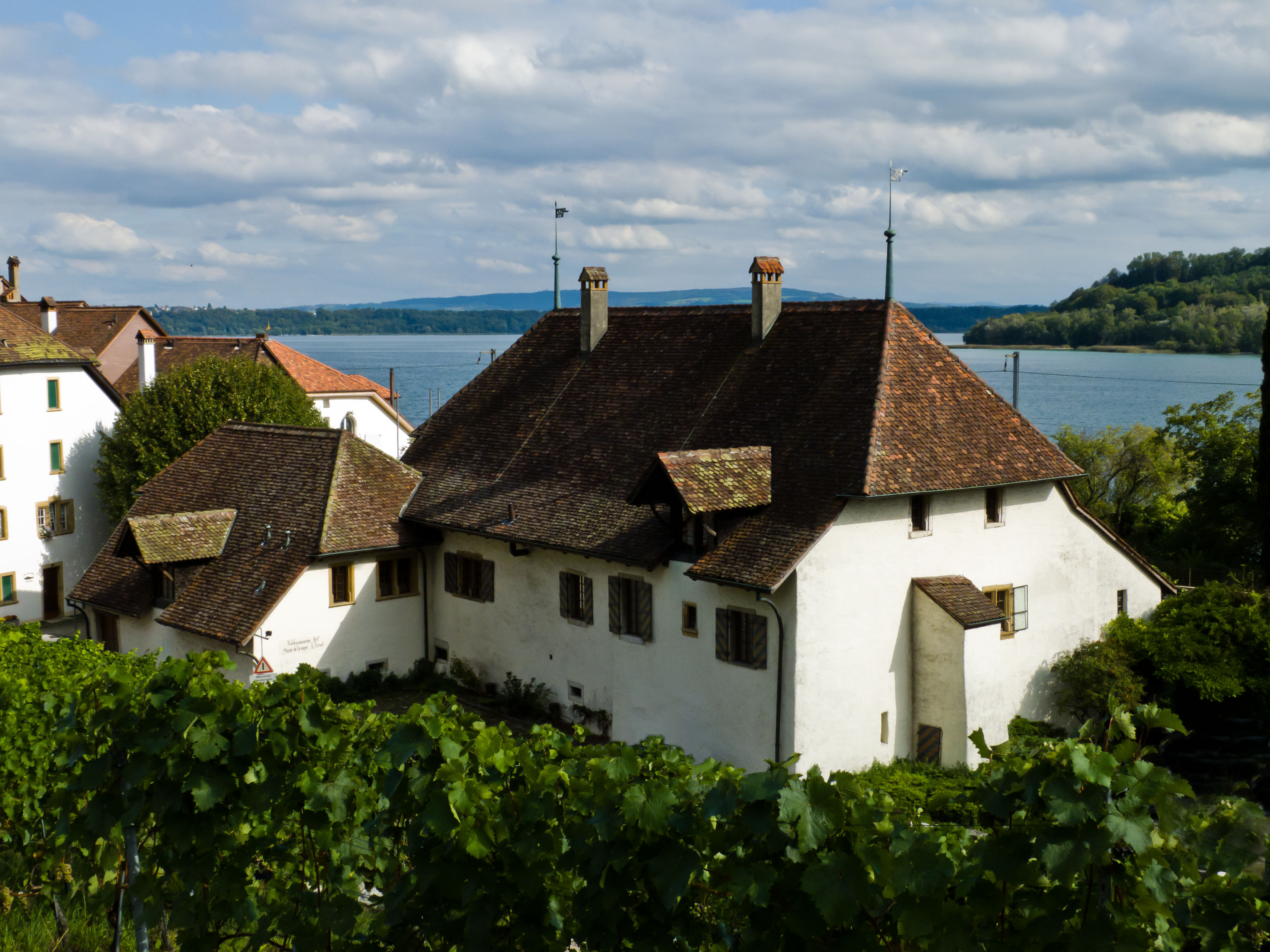
Der Hof Ligerz von Westen

Der Hof Ligerz (frz. Cour Gléresse, La Porte oder Le Fornel) ist ein Schloss am westlichen Dorfrand von Ligerz in Schafis, einem zu La Neuveville gehörenden Ortsteil und wurde 1555 auf dem Gebiet des Fürstbistums Basel erbaut. Heute ist der Standort im Weiler Schafis (frz. Chavannes) auf dem Gemeindegebiet von La Neuveville im Kanton Bern gelegen.
Als Erbauer des Hofes gilt Rudolf de Gléresse, der auf Vorbauten aus dem 15. Jh. um 1545 den West- und um 1555 den Ostteil mit dem Erker erstellen liess. Bis zum Verkauf im Jahr 1814 blieb das herrschaftliche Haus im Besitz der Familie von Ligerz, deren Stammsitz auf der „Festi“ oberhalb des Dorfes lag. Aber bereits im 17. Jahrhundert waren sie auch hier nicht mehr ansässig. Im 19. und 20. Jahrhundert ging das Haus dann durch verschiedene private Hände. Das Rebbaumuseum am Bielersee wurde 1973 im «Hof» eröffnet.

## Ein Haus mit Vergangenheit
Von der hohen Kunst der Steinbildhauerei im 16. Jahrhundert zeugen die Erker aus gelbem Haustein (Muschelkalk, frz. Hauterive) sowie die dreiteiligen Reihenfenster mit feinen Fächerrosetten und Muschelornamenten. An der südlichen Trauffront befindet sich, von Schildhalterlöwen umrahmt, das Wappen des Erbauers: drei langstielige Kleeblätter auf blauem Dreiberg.
Der „Hof“ repräsentierte – als typischer einheimischer Edelsitz – während 250 Jahren die Macht der einflussreichen Familie der Herren von Ligerz – den „de Gléresse“. Heute noch lassen Räume wie der Cheminée-Saal oder der Erkersaal den damaligen feudalen Wohn- und Lebensstil erahnen.

## Andere Bauten der „de Gléresse“
Vinzenz de Gléresse baute 1578 zwischen Stadt und Vorstadt (Faubourg) in La Neuveville
an der Rue des Fossés 1 / Route du Chateau das „Maison de Gléresse“.
In diesem Haus befindet sich heute das Regierungstatthalteramt (frz. Conseil du Jura bernoise).
1750/1751, auf dem Höhepunkt des Wirkens der „von Ligerz“ entstand das herrschaftliche „Hôtel de Gléresse“ in Pruntrut.

## Ausgestorbenes Geschlecht
Die letzten „de Gléresse“ waren hohe kirchliche Würdenträger, mit ihnen starb das Geschlecht zu Beginn des 19. Jahrhunderts aus.